# Mārupe (novads 2009–2021)
Mārupe (łot.: Mārupes novads) – jeden z łotewskich novadsów, funkcjonujący w latach 2009–2021.

## Historia
Novads powstało na terenach należących przed 2009 do rejonu Ryga.
W skład novads wchodził obszar pagastsu Mārupe. Jego stolicą została wieś Mārupe.
Zlikwidowany w ramach reformy administracyjnej 30 czerwca 2021. Wszedł w całości w skład nowego, większego novadsu Mārupe.